# Lauritz Christiansen
Lauritz Christian Christiansen (ur. 10 grudnia 1867 w Bergen, zm. 9 grudnia 1930 tamże) – norweski żeglarz, olimpijczyk, zdobywca złotego medalu w regatach na Letnich Igrzyskach Olimpijskich w 1920 roku w Antwerpii.
Na Letnich Igrzyskach Olimpijskich 1920 zdobył złoto w żeglarskiej klasie 12 metrów (formuła 1907). Załogę jachtu Atlanta tworzyli również Henrik Østervold, Jan Østervold, Ole Østervold, Kristian Østervold, Hans Næss, Halvor Møgster, Halvor Birkeland i Rasmus Birkeland.